# Hezychiusz Antiocheński
Hezychiusz (ur. ?, zm. ok. 303) – męczennik chrześcijański i święty Kościoła katolickiego.
Hezychiusz był urzędnikiem na dworze w Antiochii. W pałacu cesarza pełnił funkcję „palatyna”. Zrezygnował ze służby wojskowej, by nie musieć składać ofiary bogom. Padł ofiarą prześladowań antychrześcijańskich, prawdopodobnie w 303 roku, za odmowę oddania pogańskiego hołdu. Za karę został utopiony z kamieniem przywiązanym do ręki. Utopił się w Orontesie, a jego śmierć uznano za męczeństwo za wiarę. Hagiografowie wymieniają Hezychiusza ze świętym Romanem i Barłaamem.
Jego wspomnienie w martyrologium syryjskim wpisano na 29 lub 30 maja, w Kościele katolickim obchodzone jest za Martyrologium Rzymskim 18 listopada, u Greków wspominany 4 marca i 10 maja.